# Roberta Farinelli
Roberta Farinelli (Roma, 6 febbraio 1970) è una nuotatrice artistica italiana.

## Biografia
Nata a Roma nel 1970, a 21 anni ha vinto la medaglia di bronzo nella gara a squadre agli Europei di Atene 1991, chiudendo dietro a Unione Sovietica e Francia. Ha confermato lo stesso risultato nella medesima gara anche a Sheffield 1993 e Vienna 1995, in entrambi i casi dietro a Russia e Francia.
A 26 anni ha partecipato ai Giochi olimpici di Atlanta 1996, nella gara a squadre con Ballan, Bianchi, Brunetti, Burlando, Carnini, Carrafelli, Cecconi, Celli e Nuzzo, arrivando al 6º posto con 94.253 punti (32.807 nel tecnico e 61.446 nel libero).
Dopo il ritiro ha svolto il ruolo di allenatrice di nuoto sincronizzato, diventando in seguito tecnica federale, ruolo ricoperto dal 2006.

## Palmarès

### Campionati europei
- 3 medaglie:
  - 3 bronzi (Gara a squadre ad Atene 1991, gara a squadre a Sheffield 1993, gara a squadre a Vienna 1995)